# Emil Stumpp
Emil Wilhelm Stumpp (né le 17 mars 1886 à Neckarzimmern et mort le 5 avril 1941 à Stuhm, Prusse-Occidentale) est un professeur allemand, peintre et l'un des illustrateurs de presse allemands les plus connus de la République de Weimar.

## Biographie

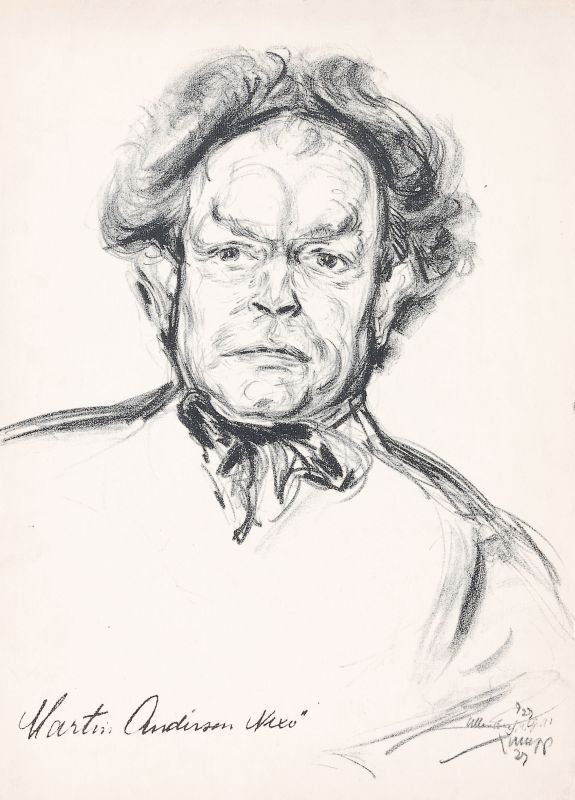
Lithographie de Stumpp de l'auteur danois Martin Andersen Nexø de 1921

Les parents d'Emil Stumpp sont le jardinier Wilhelm Stumpp de Stetten et son épouse Maria, née Aeckerle. Il grandit avec cinq frères et sœurs. Trois ans après sa naissance, la famille déménage de Neckarzimmern à Worms, où le père travaille comme jardinier en chef pour la famille d'industriels Heyl (de). Emil Stumpp étudie à l'école secondaire et vit des expériences formatrices en tant que membre du Wandervogel. Après avoir obtenu son diplôme d'études secondaires en février 1904, il étudie d'abord pendant un semestre à l'école des arts appliqués de Karlsruhe, puis à partir du 1er octobre, il effectue son service militaire volontaire d'un an au sein du 118e régiment d'infanterie (de) à Worms et commence ses études à l'université Philippe de Marbourg au semestre d'hiver 1905/06 études allemandes, études anglaises, histoire et philosophie. Après deux semestres, il déménage à l'Université Frédéric-Guillaume de Berlin, où il étudie pendant les deux semestres suivants.
Il passe ensuite un an en Scandinavie avant de retourner à Marbourg pour les trois dernières années de ses études. À Uppsala, il rencontre l'étudiante suédoise Hedvig Glas, qu'il épouse en 1910 alors qu'il est encore étudiant. Le couple a cinq enfants : Maria (née en 1911), Hermann (né en 1912), Hedwige (née en 1913), Hilde (née en 1918) et Gudrun (née en 1920). À Marbourg, Stumpp réussit l'examen pour devenir professeur de gymnastique et de dessin en mars 1910, l'examen d'État pour l'enseignement supérieur d'allemand et d'anglais en novembre 1913 et un examen d'extension pour la matière de propédeutique philosophique en 1914. Lorsque la Première Guerre mondiale éclate, le lieutenant de réserve Stumpp est immédiatement mobilisé. Il est blessé quatre fois au total pendant la guerre. À la fin de la guerre, il vit avec sa famille à Königsberg, où il est adjudant du commandant de gare. Pendant la tourmente de la Révolution de Novembre, il est temporairement emprisonné par les troupes contre-révolutionnaires en raison de sa collaboration avec le Conseil d'ouvriers et de soldats.
À partir de février 1919, Stumpp termine l'année de séminaire requise ; À partir du 1er avril 1920, il travaille au lycée royal d'Hufen (de) de Königsberg et est également actif en tant qu'artiste. En 1919, il est le fondateur et président de l'« Association économique des artistes visuels du nord-est de l'Allemagne ». Tiraillé entre le métier d'enseignant et celui d'artiste, il quitte l'école à Pâques 1924 et travaille désormais comme peintre et dessinateur indépendant à Berlin, tandis que sa famille reste à Königsberg. Après le décès prématuré de sa femme en 1928, les enfants sont confiés à sa sœur.
Stumpp se spécialise d'abord dans la réalisation de portraits, puis dans leur reproduction lithographique pour publication dans la presse, avec laquelle il connut bientôt un tel succès que ses images furent imprimées dans de nombreux journaux et en 1926 paraît le premier livre avec ses dessins, Köpfe in Schwaben. L'un de ses principaux clients est le Dortmunder General-Anzeiger (de). Au cours des années suivantes, Stumpp représente un grand nombre de personnalités importantes de la politique, de l'économie, du sport, de la vie intellectuelle et du monde de l'art lors de nombreux voyages en tant qu'« illustrateur délirant ». Tantôt il assiste à de grands événements comme des conférences, des congrès et des compétitions sportives pour trouver ses modèles, tantôt ils posent pour lui pour le compte de journaux, tantôt il les recherche spécifiquement afin d'obtenir leur accord pour une séance de portraits. Par exemple, après plusieurs visites sur place, il est le seul artiste à réussir à obtenir l'autorisation d'un portrait d' Edvard Munch. Sa rapidité de compréhension et sa manière de travailler lui sont bénéfiques ; En 1932, après avoir assisté aux Jeux olympiques de Los Angeles, il fait le portrait de Franklin D. Roosevelt, alors candidat démocrate à la présidentielle, en seulement dix minutes. Ses portraits se distinguent par le fait qu'il fait signer les dessins originaux de sa propre main par les sujets. En 1931, il immortalise pour la postérité les portraits des participants au procès Calmette.

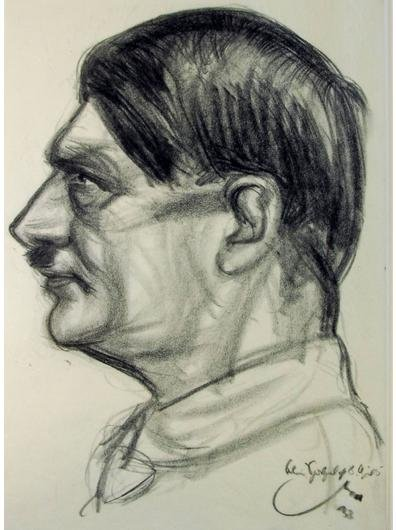
Portrait d'Hitler 1933

Le 20 avril 1933, le Dortmunder General-Anzeiger imprime sur la première page à l'occasion de son anniversaire un portrait d'Adolf Hitler, que Stumpp a dessiné peu de temps auparavant lors d'un discours d'Hitler. La SA locale considère ce dessin peu flatteur comme une caricature « malveillante » et profite de l'incident pour occuper les locaux de l'imprimerie et de la rédaction du journal, connu pour être de gauche libérale. Le résultat est la synchronisation du Dortmunder Zeitung, qui est transformé en organe du parti du NSDAP, et une interdiction de publication pour Stumpp,. Il perd soudainement sa principale source de revenus. Dans les années qui suivent, il tente de rester à flot financièrement, principalement en vendant des dessins de paysages et des aquarelles. Il voyage également dans de nombreux pays européens et passe beaucoup de temps à l'étranger. Il écrit également des contributions textuelles au magazine Geists und Gespenster par son ami de Königsberg Robert Budzinski (de).
Après que Stumpp soit revenu de Stockholm à Königsberg en février 1940 à la suite de l'annonce de la maladie mortelle de sa fille Hilde, il ne reçoit plus d'autorisation de sortie. En septembre, il loue un logement à Perwelk (aujourd'hui : Pervalka (de)) sur l'isthme de Courlande ; Là, il s'exprime ouvertement politiquement et est dénoncé par ses aubergistes. Il est arrêté le 2 octobre 1940 à Perwelk et condamné par le tribunal spécial de Königsberg le 14 janvier 1941 lors d'une séance du tribunal de Memel à un an de prison pour violation de la loi sur la trahison (de) et contact non autorisé avec des prisonniers de guerre. Les conditions carcérales sont avant tout caractérisées par une malnutrition systématique ; Durant les six mois passés à la prison de Königsberg, Stumpp perd 30 kg de poids. Lorsqu'il est transféré début avril à la prison de Stuhm en Prusse-Occidentale, il doit faire le trajet de 150 km par un froid féroce dans un wagon de chemin de fer non chauffé. Affaibli par la faim, Stumpp contracte une pneumonie et meurt en prison le 5 avril 1941, à l'âge de 55 ans. Son journal de détention est conservé et une copie se trouve dans les archives Emil-Stumpp (de).

## Legs
Après que le fils unique de Stumpp, Hermann, est tué au combat près de Leningrad à la fin de 1941, les trois filles survivantes veillent à la préservation du patrimoine artistique, qui comprend environ 20 000 lithographies et de nombreuses aquarelles et peintures à l'huile. En particulier, la fille de Stumpp, Hedwige, et son mari, le compositeur Kurt Schwaen (de), travaillent toute leur vie pour préserver et entretenir le domaine et la mémoire d'Emil Stumpp. Ils déplacent l'ensemble du domaine à plusieurs reprises à Berlin-Est. La collection est temporairement conservée au musée de la Marche et à l'Arsenal. Après la réunification, Schwaen laisse la majeure partie du domaine au neveu du graphiste, Michael Stumpp, qui est depuis propriétaire des archives Stumpp, situées à Gelnhausen depuis 1998. D'autres parties du domaine se trouvent à l'Institut de recherche sur les journaux (de) de Dortmund.

## Commémoration

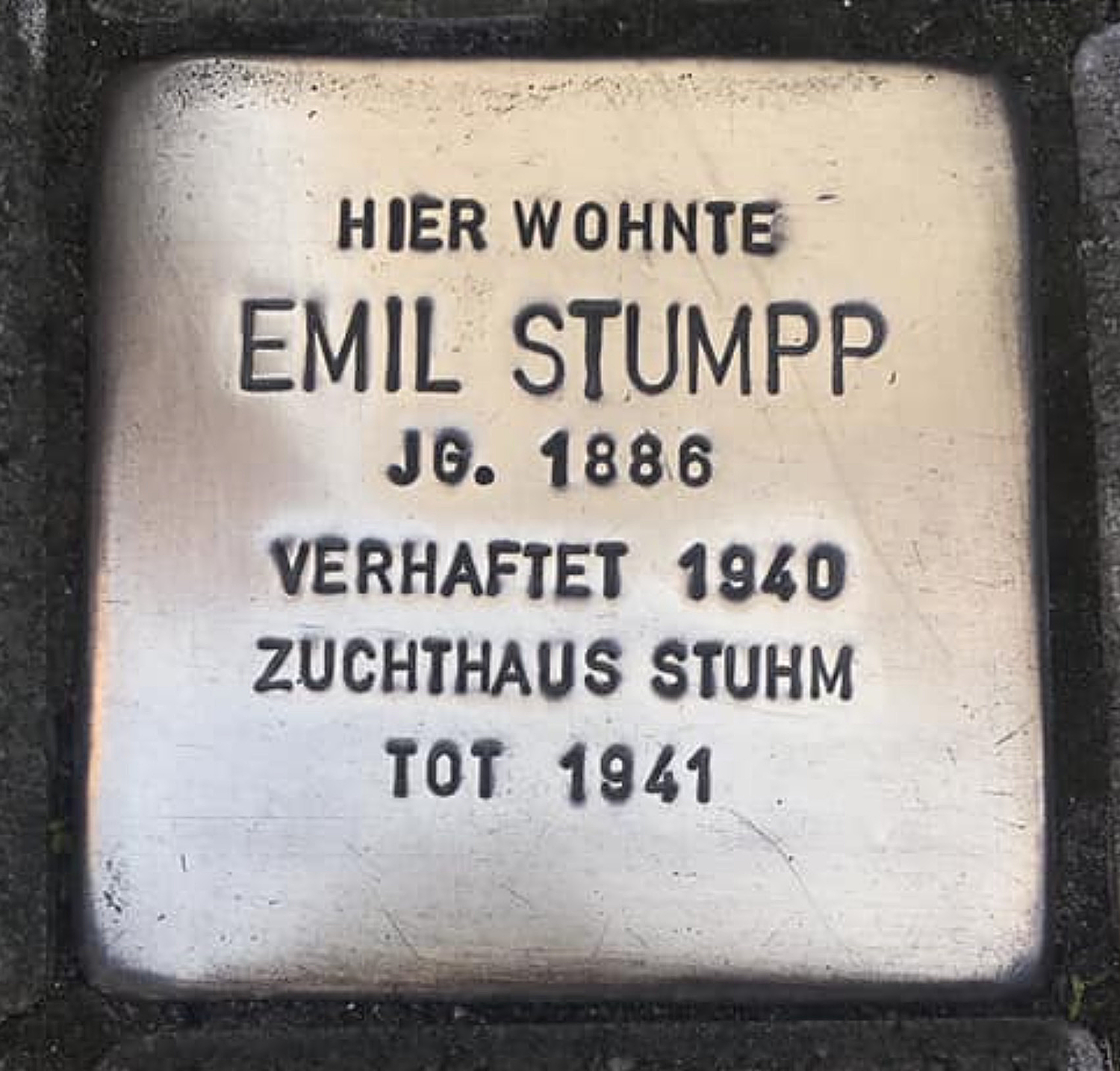
Pierre d'achoppement pour Emil Stumpp à Worms

En 2008, une pierre d'achoppement pour Emil Stumpp est posée devant la maison du Pfauenpforte 9 à Worms.

## Expositions (sélection)
- 2001 : Lunebourg, Musée d'État de Prusse-Orientale (de) (« Emil Stumpp, Têtes et paysages des temps mouvementés »)[13],[14]
- 2021/2022 : Berlin, Musée du district de Marzahn-Hellersdorf (« Portraits berlinois des années 1920 et 30 »)